# Lagarrigue (Tarn)
Lagarrigue è un comune francese di 1 838 abitanti situato nel dipartimento del Tarn nella regione dell'Occitania.

## Storia

### Simboli
Lo stemma è presente nell'Armorial Général de France del 1696.

## Società

### Evoluzione demografica
Abitanti censiti